# サラセニア
サラセニア（Sarracenia L.）というのは、葉が筒状になった食虫植物である。APG体系では、ツツジ目サラセニア科、クロンキスト体系では、双子葉植物綱ウツボカズラ目サラセニア科に属する。ヘイシソウ（瓶子草）とも呼ばれる。

## 特徴
サラセニアは、筒状の葉を持ち、それを虫を捕らえる落とし穴として使う食虫植物で、湿地に生える多年草である。学名の由来はこの植物の標本をヨーロッパへ送ったカナダ人の医者、ミシェル・サラザンにちなむものである。英名はpitcher plantである。学名仮名書がよく用いられるが、和名はヘイシソウで、葉が筒になっているのを酒器の瓶子（へいし）に見立てたものである。
茎は太く、地表を横にはう。茎からは多数の葉を寄り合うように出す。また、よく枝分かれした根が多数でる。葉は筒状で、先端は丸く開く。多くの種では葉の背中側の部分が丸く突出し、前にまがって入り口の少し上の空間で傘のように広がり、蓋の形になる。蓋の裏面には下向きの毛が密生し、昆虫が滑り落ちやすくなっている。筒の腹面側の外側には一枚の縦に伸びるヒレがある。葉全体は緑色で光合成も行う。夏以降などにはヒレの部分のみが発達し、管状の部分が小さくなった剣状葉を出す。その様子はいわゆる単面葉である。特に温暖な地域を除いて、葉は冬には枯れ、茎のみが越冬する。
春から初夏に花をつける。茎の先端から伸びる花茎は、先端に丸い蕾をつけて立ち上がり、次第に伸び上がりながら、やがて茎の先端は曲がって蕾は下を向く。花は葉よりも高く伸びた花茎の先端に一つだけつく。花は非常に独特のもので、萼は五枚、花びらも五枚。雄蘂は多数、雌蘂は先端が五つに分かれる。こう書くとごく普通であるが、雌蘂が変わっている。雌蘂の先端は大きく五つに分かれ、先端は大きく反り返るが、実際にはその間に水掻きのように組織がつながっているので、その形は五本の骨を持った雨傘のようなものである。しかもそれぞれの先端に小さく突出する柱頭は内側に向かっている。花びらはこの雌蘂の柱頭の間に位置し、下向きに長くたれる。したがって、花びらの間から柱頭の部分が少し突き出ている。萼は花びらよりはるかに短く、花の基部で平らに広がる。雄蘂はすべて花びらの内側に収まる。
この形は、昆虫による花粉媒介に対応した構造である。つまり、花粉をつけた昆虫が内部に入り込むと、花から出る場合、花びらの隙間から出なければならず、その時に必ず柱頭に花粉をつけることになる。

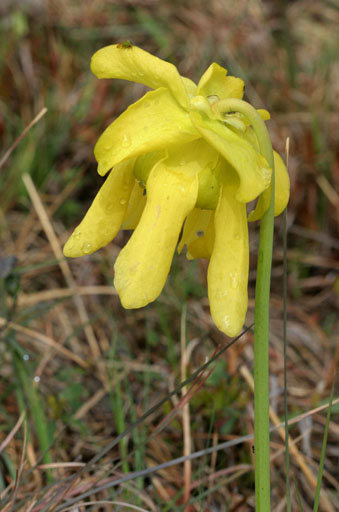
花・キバナノヘイシソウ
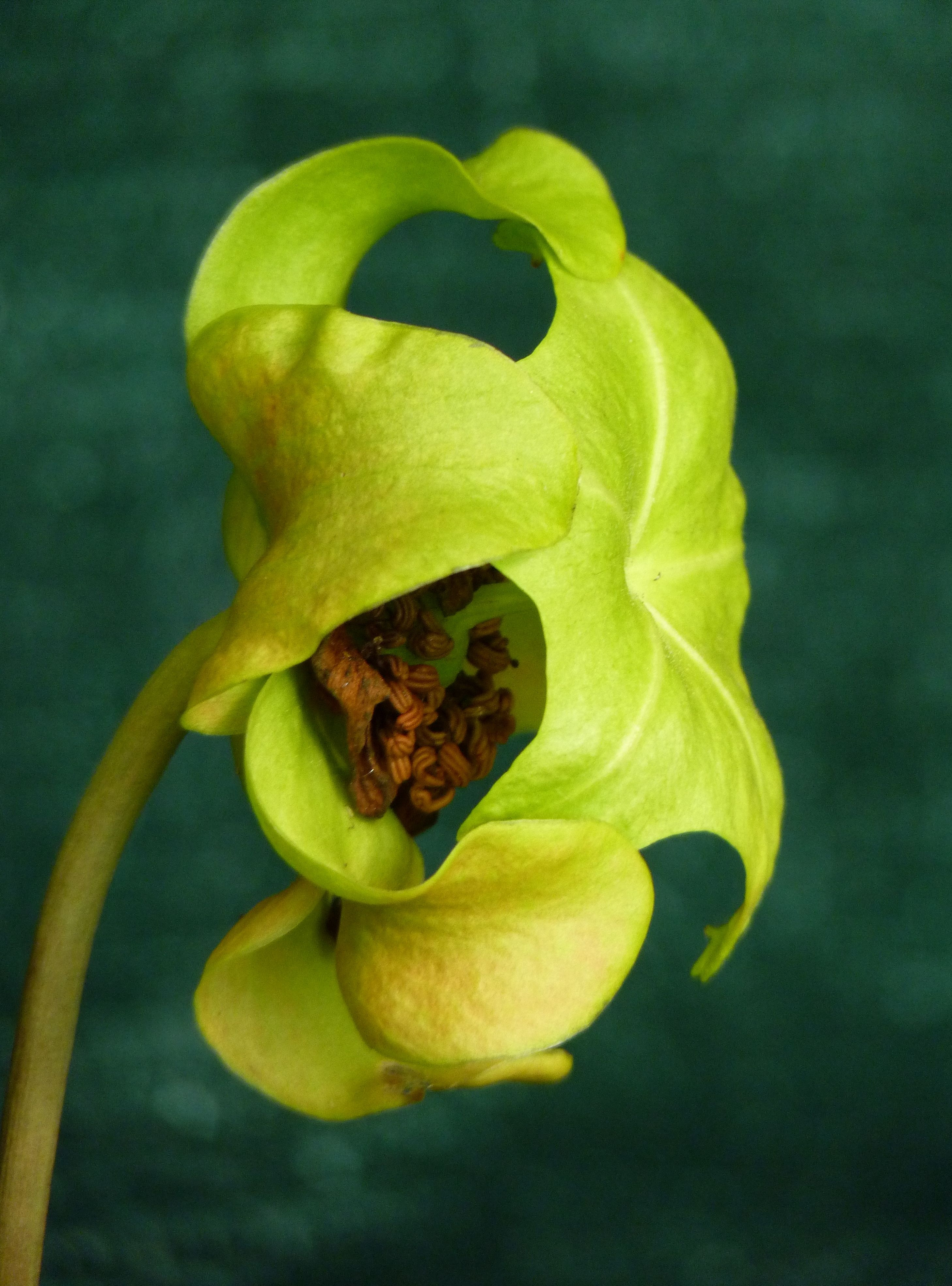
同じく・花弁を取り除いたところ
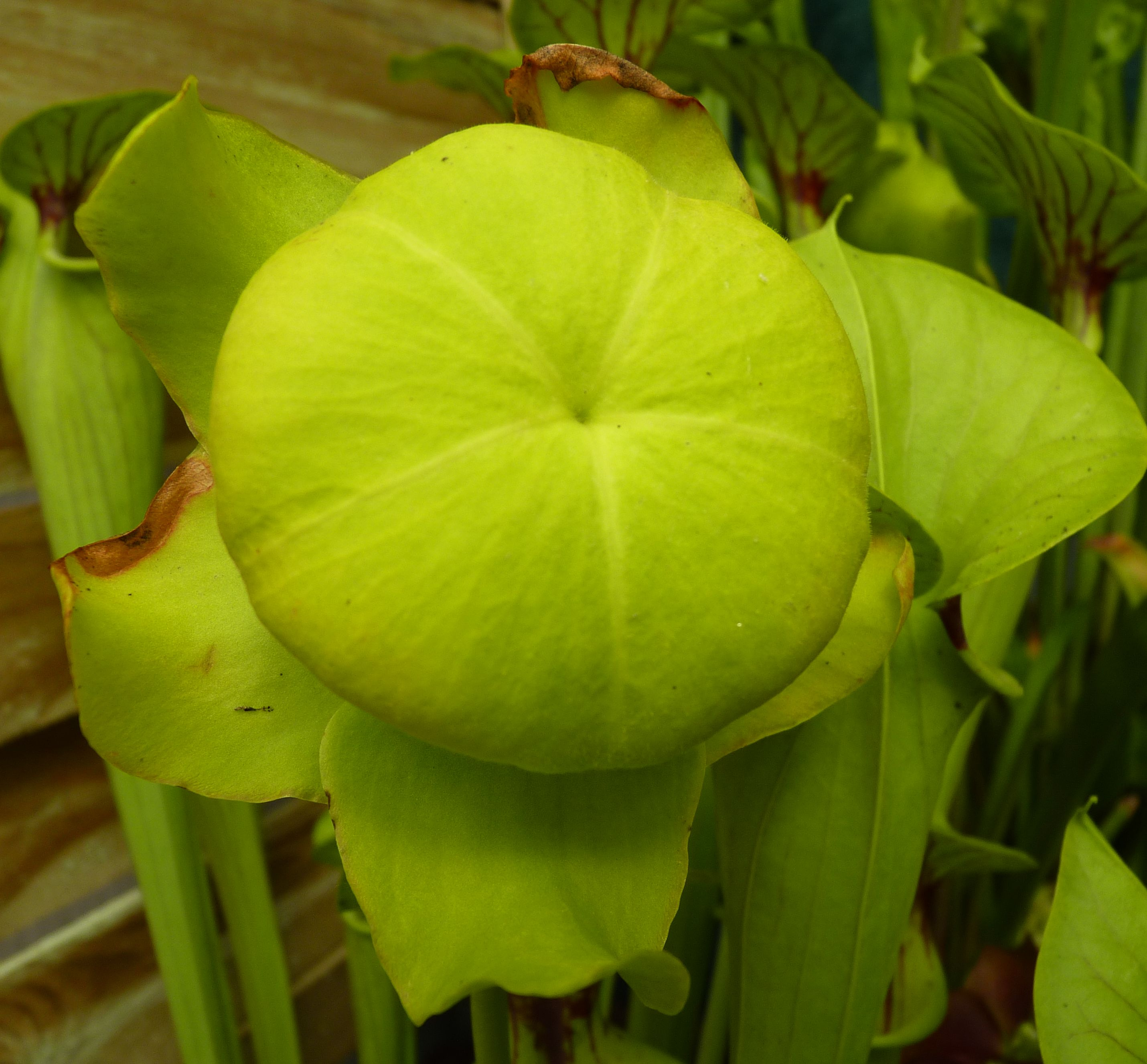
同じく・雌蘂の先端面

## 捕虫のしくみ
前述のように葉が筒になってそこに虫を落とす、落とし穴式の捕虫器を持つ。大半の種はよく似た捕虫器を持つが、一部は多少異なった構造を持つ。
普通のものは、先に述べたように細長い筒状の葉を持ち、真っすぐに立ち上がる。この型のもので大柄なのはキバナヘイシソウで、葉の高さは1m近くなる。先端は丸く開き、背中側から蓋が生じる。葉が出てくる時には、初めは入り口の部分は左右から閉じられ、蓋も左右から二つ折りになっている。成長すると、やがて入り口が開き、その周囲は少し外に向かって巻く。袋の内側は粉を吹いたようになってすべすべになっている。また、内側の下方では下向きの毛がはえていて、虫を下へと落とすようになっている。
袋の中には液体がたまっており、昆虫がこれに落ちると溺れて死に、分解吸収される。ただし、消化液は一部の種で確認されているものの、全体にはあまり分泌せず、分解の主力はそこに生息する細菌類によると言われる。
コヘイシソウは真っすぐに立つ葉をもつが、蓋が丸まってほぼ完全に口を覆ってしまう点が異なる。とはいえ蓋のほうが大きく隙間があるので、昆虫は、そこから上に進入することで袋に落ちる。
やや異なった外見をもつのがムラサキヘイシソウで、捕虫器は太くて短く、また蓋は口を覆わずに真っすぐに立つ。また、葉がロゼット状に地表に広がる。
全く異なった入り口の形をもつのがヒメヘイシソウで、入り口は葉の先端に開かない。葉は横に伸び、ロゼット状になる。その先端は丸く膨らみ、その膨らみが上に尖ってオウムの頭のような形になる。その部分の基部向きの面に丸い小さな穴が空いている。膨らみの先端側には斑点状に色の薄い部分があり、ここが光を通すために昆虫は穴からその方向に進んで捕らえられる。これは、形としては同じ科のダーリングトニア属の捕虫器の構造にやや似ている。

## 利用
そのおもしろい姿から、観葉植物として栽培される。通常は植木鉢に水苔で植え、休眠している冬でも腰水をして栽培する。栽培は比較的容易。根がよく発達するので、鉢は大きめがよい。また、日なたを好み、種によっては光を当てないときれいに色が出ないため一年中直射日光が当たる場所に置く。温帯産であるため種にもよるが、本州中部以南では野外で冬を越せる。ただし、S. oreophilaは高地の産で夏の暑さを嫌い、栽培が難しい。また、コヘイシソウ、ムラサキヘイシソウ、ヒメヘイシソウは寒さに弱いため保温が必要である。
園芸品種作出のための交配も行われたことがある。特にアミメヘイシソウは鑑賞価値が高く、交配親として重視される。

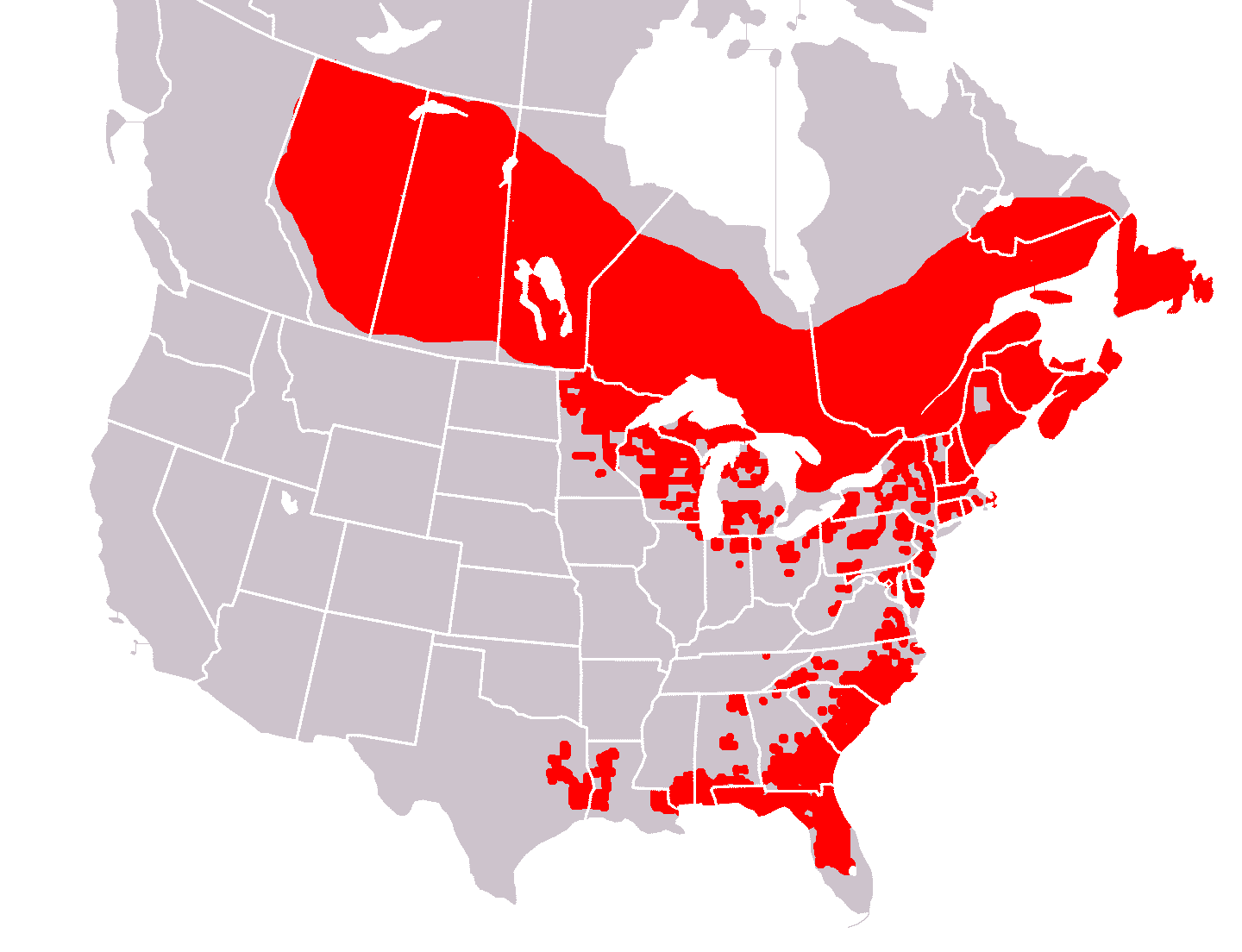
サラセニアの分布域（赤）

## 分類
約8種が知られている。分布域は北アメリカ東岸の亜熱帯域からカナダにわたる。一種以外は交じって生育しており、雑種ができやすく、自然交雑種も多い。コヘイシソウやヒメヘイシソウなど、袋の形のやや異なったものも交配可能で、雑種は両親のほぼ中間の形になる。以下のリストは大きさの順と見て差し支えない。
- キバナヘイシソウ（サ・フラバ） Sarracenia flava L.

最も背が高くなる種で、高さは1mを越える。蓋の付け根がくびれる。花は黄色。サラセニアの中では最も人気である。
- アミメヘイシソウ（サ・レウコフィラ）（サ・ドラモンディー） Sarracenia drummondii Croom (= S. leucophylla)

筒の入り口付近と蓋が白くなり、そこに赤い網目模様が入る。蓋の縁が波打つ。花は赤。
- （サ・アラタ）（サ・スレッジー）Sarracenia alata Wood
- （サ・オレオフィラ）Sarracenia oreophila (Kearney) Wherry

アパラチア山脈の高地に生育。S. flavaに類似。ワシントン条約附属書Iに指定。
- （サ・ルブラ）Sarracenia rubra Walter

やや小型、蓋の柄が幅広い。花は赤。スミレの様な芳香がある。亜種 ssp. alabamensis（アラバメンシス） と ssp. jonesii （ジョーンジー）がワシントン条約附属書Iに指定。
- コヘイシソウ（サ・ミノール） Sarracenia minor Walter

直立した筒の口をドーム状の蓋が覆う。本種のみ花茎が葉よりも短い。
- ムラサキヘイシソウ （サ・プルプレア）Sarracenia purpurea L.

最も分布が広く、最も北まで分布する種で、カナダにまで達する。葉は太く短い筒になり、ロゼットに近い。蓋は立ち上がり、口に被さらないので筒に雨水がたまる。時に葉全体が紫色に染まる。
- ヒメヘイシソウ（サ・プシタシナ） Sarracenia psittacina Michx.

葉は地表に寝るロゼット葉。蓋がオウムの頭状に膨らみ口は蓋と筒の境目に開いた穴の様相を呈する。特に水湿地を好む。

## 保全状況
サラセニア属（ヘイシソウ属）の種のうち、上記に挙げた3（亜）種以外の全種は附属書II類に指定されている。